# De Aal
De Aal, egentligen Albert van Aalten, född 24 oktober 1949 i Arnhem, är en nederländsk sångare. Han var främst aktiv under 1980-talet och är även känd under namnet "den sjungande tandläkaren".

## Diskografi

### Singlar[1]
- Een barg die hé un krul in de steert (1980)
- Sjanson de confiture (1982)
- Ik heb een kater in m'n kop (1986)
- In De File (1990)